# Amauris ellioti
Amauris ellioti is een vlinder uit de familie Nymphalidae, onderfamilie Danainae.
De wetenschappelijke naam van de soort is voor het eerst geldig gepubliceerd in 1895 door Arthur Gardiner Butler.